# A-44 (Spanje)
De autovía A-44 of Autovía de Sierra Nevada-Costa Tropical is een weg in Andalusië, Spanje.
Het begin is aan de kust bij Motril bij de aansluiting met de A-7. Hij gaat over de kloof van de rivier Rio Guadalfeo de vallei van Valle de Lecrin in met de Las Alpujarras in het oosten. De weg voert door de Sierra Nevada over de Puerto del Suspiro del Moro (865 m). Daarna passeert de weg Granada in het oosten en sluit in het noorden van die plaats aan op de autovía A-92. De weg gaat verder noordwaarts door de Sierra de Lucena bij de Puerto del Carretero (1040 m). Daarna volgt hij de vallei van de rivier Rio Guadalbullón richting Jaén en kruist daar de A-316. Verder naar het noorden bij Bailén sluit de weg aan op de autovía A-4.